# Голема Раковиця
Голе́ма Ра́ковиця (болг. Голема Раковица) — село в Софійській області Болгарії. Входить до складу общини Єлин Пелин.

## Населення
За даними перепису населення 2011 року у селі проживали 392 особи.
Національний склад населення села:
| Національність   | Кількість осіб | Відсоток |
| ---------------- | -------------- | -------- |
| болгари          | 283            | 95,9%    |
| цигани           | 12             | 4,1%     |
| турки            | 0              | 0%       |
| інша             | 0              | 0%       |
| не визначились   | 0              | 0%       |
| Всього відповіли | 295            |          |

Розподіл населення за віком у 2011 році:
Динаміка населення: